# Constantin Hatz
Constantin Hatz (* 1989 in Wien) ist ein österreichischer Filmregisseur und Drehbuchautor.

## Leben
Constantin Hatz wurde 1989 in Wien geboren. Ab 2004 besuchte er die Höhere Graphische Bundes-Lehr- und Versuchsanstalt, die er 2009 mit einer Ausbildung in der Abteilung Fotografie und audiovisuelle Medien abschloss. Von 2012 bis 2017 absolvierte er ein Studium im Fach Regie an der Filmakademie Baden-Württemberg.
Sein Film Brut feierte im Oktober 2017 bei den Internationalen Hofer Filmtagen seine Premiere. Für das Drehbuch zu seinem Film Gewalten (März (AT)), der eigentlich im Jahr 2021 in die Kinos kommen sollte, war Hatz 2018 für den Thomas-Strittmatter-Preis nominiert gewesen.
Sein Film Gewalten wurde im Februar 2022 bei den Internationalen Filmfestspielen in Berlin gezeigt.

## Filmografie
- 2014: Helikopter-Hausarrest (Dokumentarkurzfilm)
- 2015: Fuge
- 2017: Brut
- 2018: Stammtisch (Dokumentarfilm)
- 2022: Störung (Experimentalfilm)
- 2022: Gewalten

## Auszeichnungen
Cinéma du Réel
- 2015: Nominierung für den Kurzfilmpreis (Helikopter-Hausarrest)[5]

Deutscher Kurzfilmpreis
- 2015: Auszeichnung mit dem Sonderpreis (Helikopter-Hausarrest)[6]

Filmschau Baden-Württemberg
- 2018: Auszeichnung als Bester Dokumentarfilm (Stammtisch)[7]

Internationale Hofer Filmtage
- 2015: Auszeichnung mit dem German Cinema New Talent Award (Fuge)[8]
- 2017: Nominierung für den German Cinema New Talent Award (Brut)
- 2018: Nominierung als Bester deutscher Dokumentarfilm (Stammtisch)[7]

Sehsüchte
- 2018: Auszeichnung Best Feature Film Long (Brut)[9]